# Брусноволовский Погост
Брусноволовский Погост — деревня в Нюксенском районе Вологодской области.
Входит в состав Городищенского сельского поселения (с 1 января 2006 года по 8 апреля 2009 года была центром Брусноволовского сельского поселения), с точки зрения административно-территориального деления — центр Брусноволовского сельсовета.
Расстояние до районного центра Нюксеницы по автодороге — 55 км, до центра муниципального образования Городищны по прямой — 15 км. Ближайшие населённые пункты — Верховье, Дор, Суровцево, Слекишино, Малая Горка, Костинская, Большая Горка.
По переписи 2002 года население — 98 человек (41 мужчина, 57 женщин). Всё население — русские.